# Mistissini (municipalité de village cri)
Pour les articles homonymes, voir Mistissini.
Mistissini (en cri : ᒥᔅᑎᓯᓃ, « grosse roche ») est une municipalité de village cri située en Eeyou Istchee, dans le Nord-du-Québec, au Québec. Avec la terre réservée crie du même nom, elle constitue le siège de la Nation crie de Mistissini. Il s'agit d'une zone non urbanisée et dépourvue d'infrastructures publiques.
Elle est située au sud du lac Mistassini, le plus grand lac naturel du Québec, à 90 km au nord-est de la ville de Chibougamau.
Comme plusieurs autres entités autochtones, Mistissini est composée d'une terre réservée crie de catégorie IA, de juridiction fédérale, ainsi que d'une municipalité de village cri du même nom de catégorie IB, de juridiction provinciale.

## Description
Le village de Mistissini dispose de représentants au Gouvernement de la nation crie et au Grand Conseil des Cris. La superficie du territoire du village (terres de catégorie I selon la Convention de la Baie-James et du Nord québécois) s'élève à 1 380 km2.
Comme plusieurs autres entités autochtones, le village de Mistissini se compose d'une terre réservée de catégorie IA (voir Mistissini (terre réservée crie)), de juridiction fédérale ainsi que d'une municipalité de village cri de catégorie IB, de juridiction provinciale.
La population cumulée des deux territoires est comptabilisée sur le territoire de catégorie IA et celle-ci est d'environ 3 000 Cris. 

## Géographie
Le village est situé sur la presqu’île Watson en forme de grand C (ouvert vers le nord-est) rattachée à la rive est, formant la rive nord-est de la baie du Poste, barrant la sortie de cette baie et comportant le village de Mistissini au nord-ouest. Une route relie cette presqu'île à la route 167, qui à son tour relie la région au Saguenay–Lac-Saint-Jean. Le village est situé à l'embouchure de la baie du Poste et dans la partie sud de la baie Abatagouche.
Plus précisément, le territoire de la municipalité de village cri est constitué de deux sections non contiguës qui ceinturent le territoire de la terre réservée crie de Mistissini. La municipalité de village cri ne dispose d'aucune infrastructure publique ni habitation permanente. La section la plus septentrionale forme un carré situé au nord-est de la terre réservée crie et à l'ouest de la route 167 entre ses kilomètres 350 et 358. La section la plus méridionale est plus étendue et est située au sud-ouest de la terre réservée crie et au sud du lac Mistassini. 